# Elaeocarpus gagnepainii
Elaeocarpus gagnepainii är en tvåhjärtbladig växtart som beskrevs av Merrill. Elaeocarpus gagnepainii ingår i släktet Elaeocarpus och familjen Elaeocarpaceae. Inga underarter finns listade i Catalogue of Life.